# Університет Вікторії
Університе́т Вікто́рії (англ. The University of Victoria, акронім: UVic) — науково-дослідницький університет, розташований у місті Вікторія, Британська Колумбія, Канада.
Університет Вікторії — центр океанографії в Канаді і дослідження Тихого океану за проектами NEPTUNE і VENUS.

## Складові коледжі
До складу Університету входять такі факультети і відділи:

- Підприємництва (бізнес) — BCom і MBA, EQUIS (Європейсько-освітня акредитаційна програма)
- Продовжування навчання (англ. Continuing Studies)
- Освіти
- Інженерії — включає спеціпльності: Електротехніка, комп'ютерна інженерія, машинобудування, і інженерія програмного забезпечення (англ. Software Engineering)
- Мистецтва естетики
- Права
- Аспірантури й досліджень
- Гуманітарних наук
- Медичних наук

## Галерея

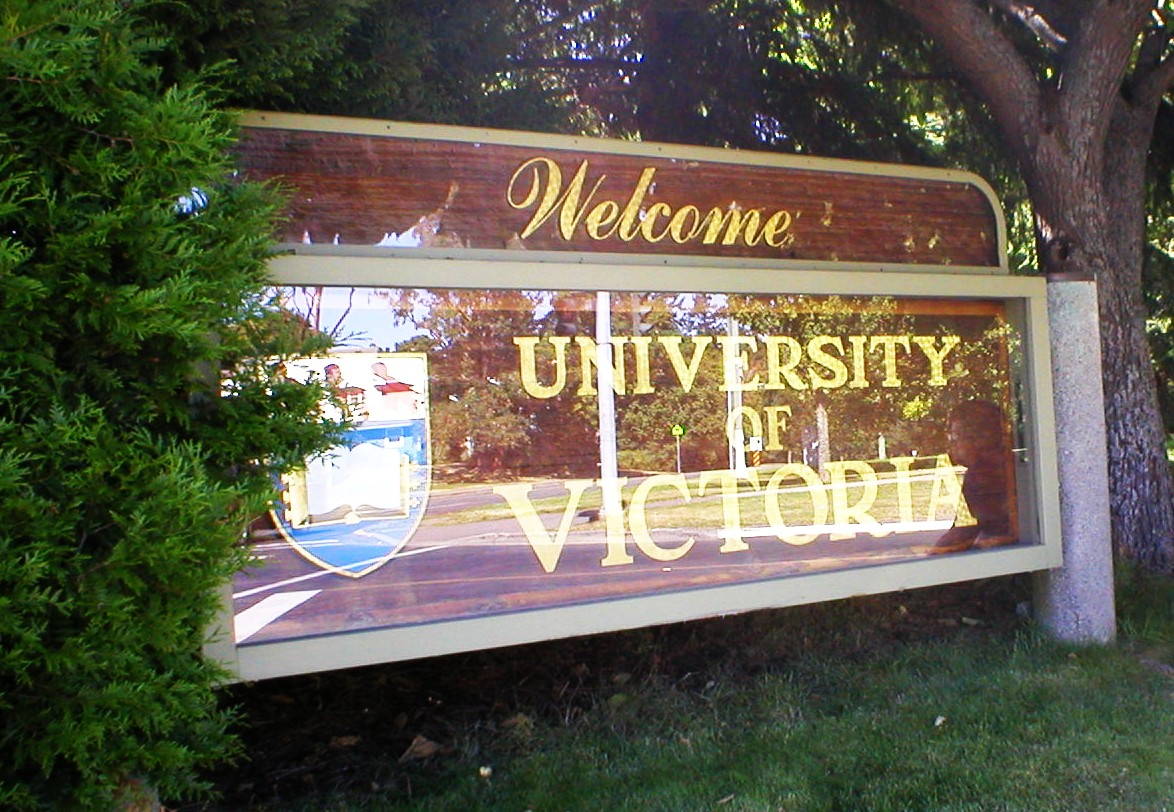
Вхід Університет Вікторії
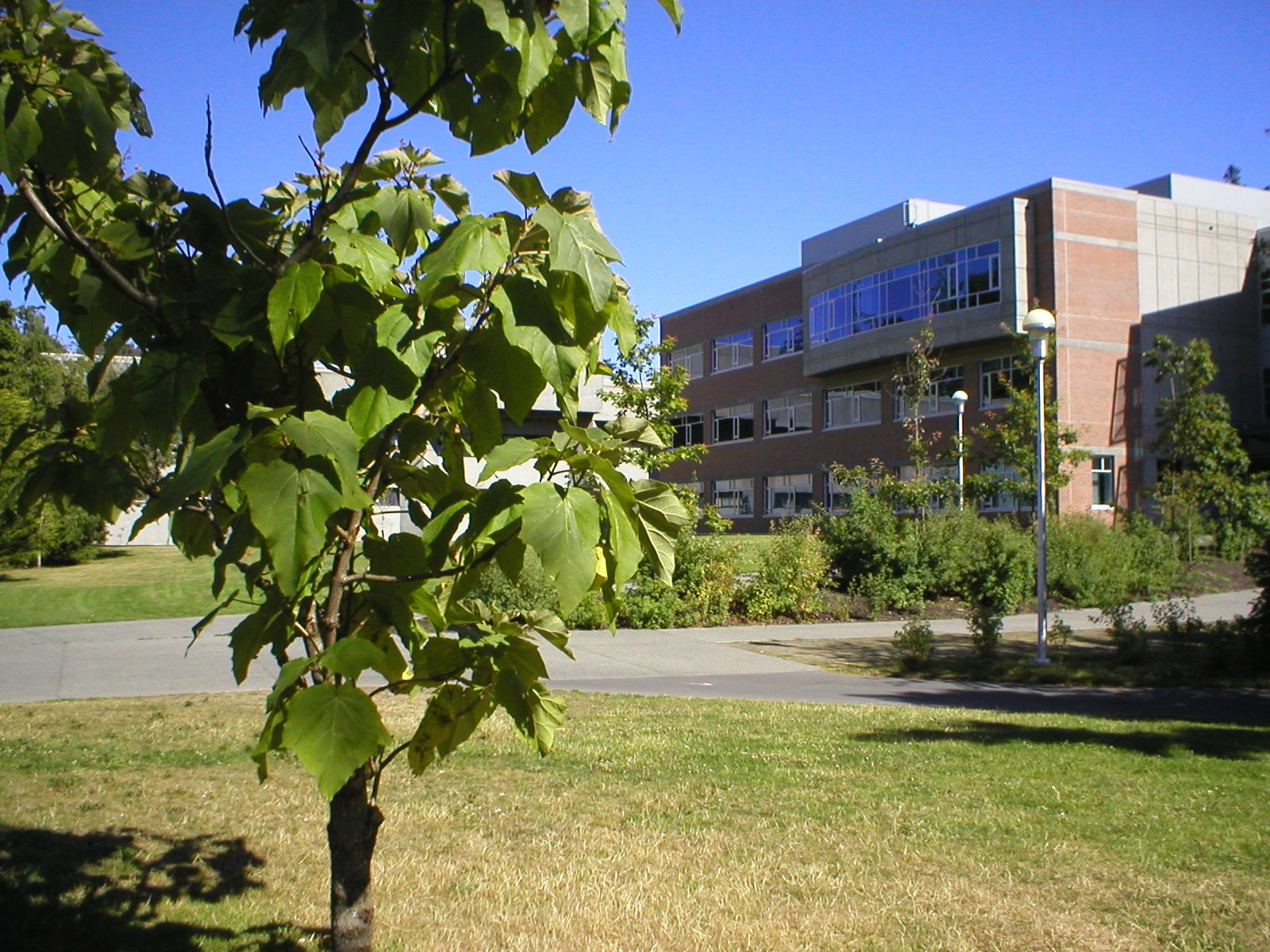
Будинок медичних Наук
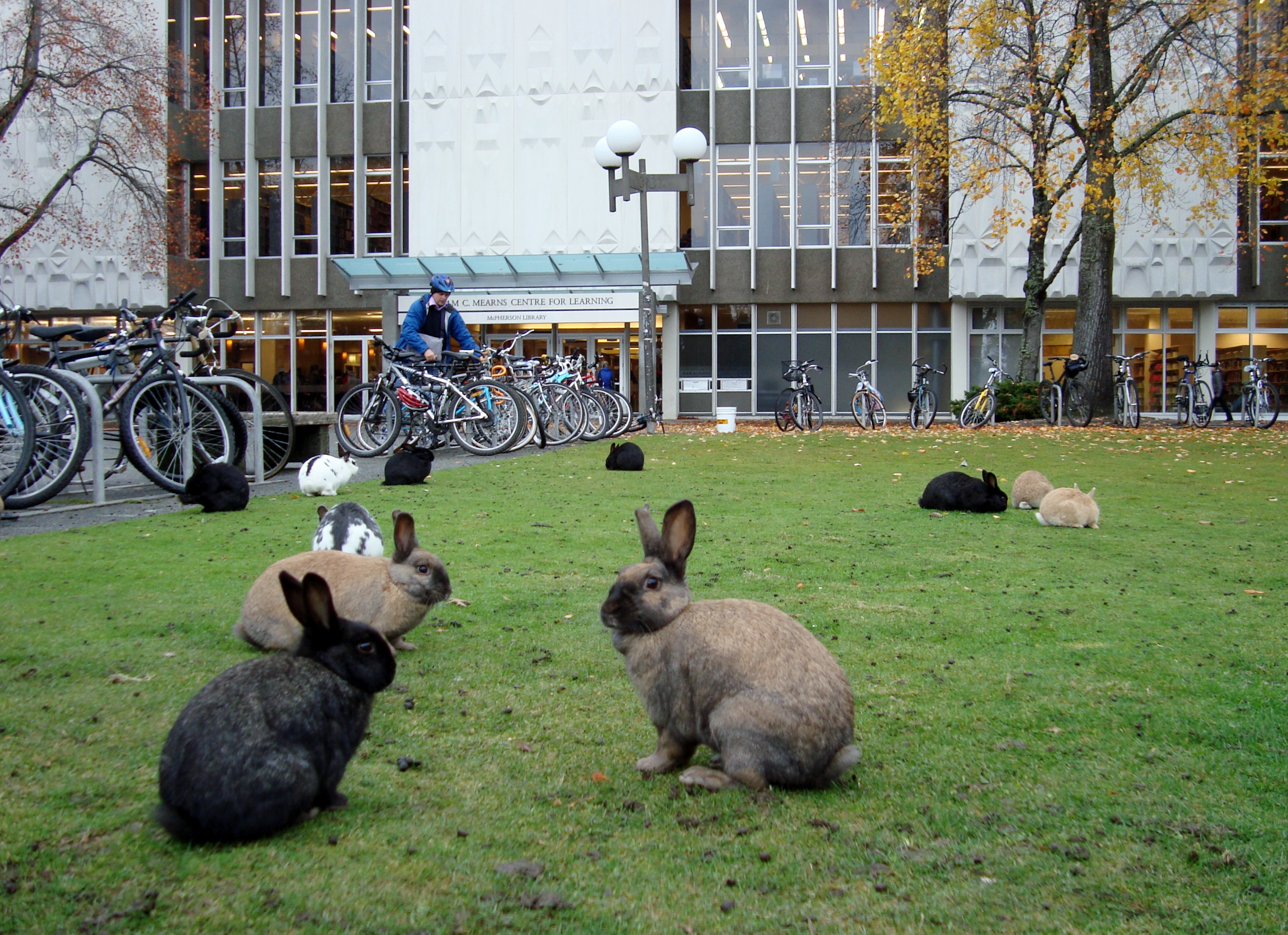
Зайчики Університет Вікторії